# Teateråret 1892

## Händelser
- 2 september – Axel Burén efterträder Conrad Nordqvist som chef för Kungliga Operan i Stockholm.[1]

### Okänt datum
- Gustavianska operahuset i Stockholm rivs. [2]
- Cirkus i Stockholm invigs för att inhysa dåtidens stora cirkussällskap.
- Albert Ranft tar över Stora teatern i Göteborg.
- Kristallsalongen friluftsteater inleder verksamheten på Djurgården i Stockholm

## Årets uppsättningar

### Februari
- 16 februari - Anna Wahlenbergs pjäs Cendrillon har urpremiär på Dramaten i Stockholm [3].

### Okänt datum
- Brandon Thomas pjäs Charleys Tant (Charley's Aunt) uruppfördes på Royalty Theatre i London.
- Gustav Esmanns pjäs Kära släkten (Den kære Familie) uruppförds på Det Konglige Teater i Köpenhamn. Senare samma år blir det svensk premiär på Dramaten i Stockholm.

## Avlidna
- 7 januari - Sigge Wulff (född 1869), svensk varieté och kuplettsångare.
- 25 februari - Charlotta Norberg (född 1824), svensk ballerina.